# Ingerencja w lot piłki
Ten artykuł opisuje zagadnienie koszykarskie zgodne z normami FIBA.
Zasady w ligach NBA, NCAA lub innych mogą różnić się od tutaj przedstawionych.
Ingerencja w lot piłki – zasada w koszykówce, zakazująca wykonywania przez zawodnika pewnych czynności w określonych sytuacjach.
Ingerencja w lot piłki występuje podczas:
- dowolnego rzutu do kosza, gdy:
  - zawodnik dotyka piłki sięgając przez kosz od spodu,
  - zawodnik chwyta kosz lub wprawia go w wibracje, w taki sposób, iż sędzia uznaje, że uniemożliwia to wpadnięcie piłki do kosza,
  - zawodnik chwyta kosz lub wprawia go w wibracje, w taki sposób, iż sędzia uznaje, że powoduje to wpadnięcie piłki do kosza,
  - zawodnik chwyta obręcz w celu zagrania piłką,
  - obrońca dotyka piłki lub kosza, gdy piłka jest w koszu, uniemożliwiając jej przejście przez kosz;
- rzutu do kosza z gry lub ostatniego rzutu wolnego, gdy:
  - zawodnik dotyka kosza lub tablicy, podczas gdy piłka znajduje się w kontakcie z obręczą;
- rzutu wolnego, niebędącego ostatnim rzutem wolnym, gdy:
  - zawodnik dotyka piłki, kosza lub tablicy, podczas gdy piłka miała szansę jeszcze wpaść do kosza[1].

Karą za ingerencję w lot piłki przez zawodnika ataku, jest niezaliczenie punktów oraz oddanie piłki przeciwnikowi do wprowadzenia piłki z autu z wysokości linii rzutów wolnych
.
Karą za ingerencję w lot piłki przez zawodnika obrony, jest przyznanie drużynie atakującej takiej liczby punktów, jaką miałby ten rzut, gdyby piłka wpadła do kosza (odpowiednio 1, 2 lub 3 punkty).